# Jouy (Yonne)
 Jouy  es una comuna y población de Francia, en la región de Borgoña, departamento de Yonne, en el distrito de Sens y cantón de Chéroy.
Su población en el censo de 1999 era de 430 habitantes.
Está integrada en la Communauté de communes Gâtinais Bourgogne.

## Demografía
| 288 | 340 | 373 | 374 | 384 | 430 |
| Para los censos de 1962 a 1999 la población legal corresponde a la población sin duplicidades (Fuente: INSEE [Consultar]) |     |     |     |     |     |